# Andrij Herasymenko (ur. 1981)
Andrij Ołeksandrowycz Herasymenko (ukr. Андрій Олександрович Герасименко; ur. 8 stycznia 1981 w Berdiańsku, w obwodzie zaporoskim) – ukraiński piłkarz, grający na pozycji napastnika.

## Kariera piłkarska

### Kariera klubowa
Wychowanek Dynama Kijów. W 1997 rozpoczął karierę piłkarską w trzeciej drużynie Dynama. Potem występował w drugiej drużynie, ale nie potrafił przebić się do podstawowego składu Dynama, dlatego w 2001 został wypożyczony do Krywbasa Krzywy Róg i Zakarpattia Użhorod. Na początku 2003 został piłkarzem klubu Naftowyk-Ukrnafta Ochtyrka. Następnie występował w amatorskich zespołach. W 2007 podpisał kontrakt z Komunalnykiem Ługańsk, a już na początku 2008 bronił barw Stali Dnieprodzierżyńsk.

### Kariera reprezentacyjna
Występował w młodzieżowej reprezentacji Ukrainy. Uczestniczył w turnieju finałowym Mistrzostw świata U-20. Wcześniej bronił barw juniorskiej reprezentacji Ukrainy.

## Sukcesy i odznaczenia

### Sukcesy klubowe
- mistrz Pierwszej lihi Ukrainy: 2001
- brązowy medalista Pierwszej lihi Ukrainy: 2004

### Sukcesy reprezentacyjne
- wicemistrz Europy U-19: 2000
- uczestnik turnieju finałowego Mistrzostw świata U-20: 2001